# Max Neve

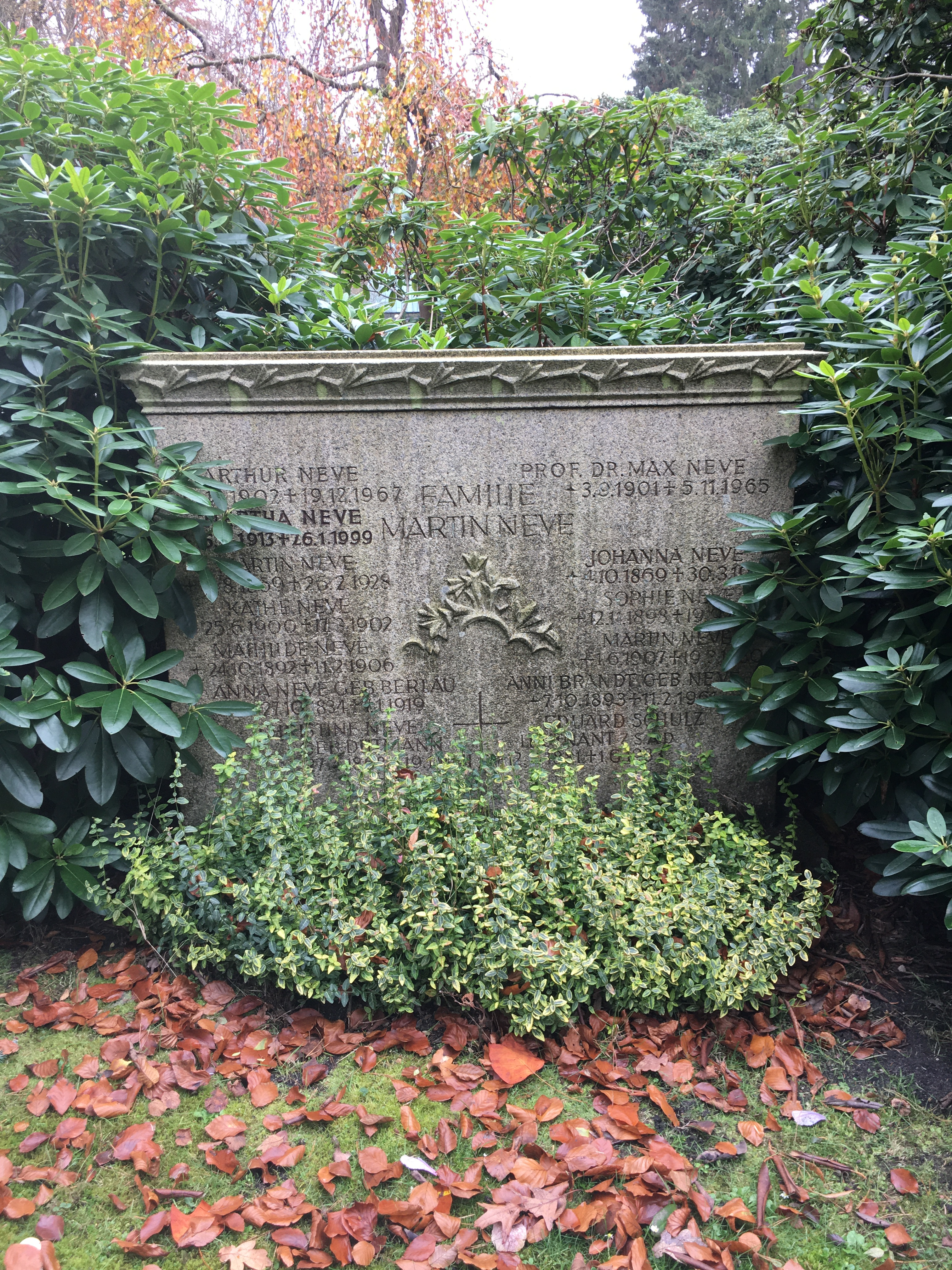
Grabstätte Max Neve auf dem Friedhof Ohlsdorf

Max Neve (* 3. September 1901; † 5. November 1965 in Buenos Aires) war ein deutscher Arzt.

## Leben
Neve studierte ab 1925 Medizin an der Universität Hamburg und wurde am 14. Mai 1925 Conkneipant des von Berlin nach Hamburg übersiedelten Pépinière-Corps Franconia. 1928 führte es ihn als Inaktiven in Buenos Aires. Mit einem Thema der Hals-Nasen-Ohren-Heilkunde wurde er 1926 zum Dr. med. promoviert. Als Assistenzarzt in Buenos Aires forderte er dort einen Angehörigen des Corps Rheno-Palatia München (damals noch im Weinheimer Seniorenconvent) zum Duell auf schwere Säbel. Nach einem Ehrengerichtsverfahren deprezierte und revozierte der Geforderte und revozierte Neve. Als Professor war Neve über Jahrzehnte Chefarzt und Ärztlicher Direktor des Hospital Alemán (Buenos Aires). Sein Corpsbruder Bruno Toepfer, Ministerialdirektor im Bundesministerium für Wirtschaft, besuchte ihn dort einige Male auf Dienstreisen nach Mittel- und Südamerika. Nachdem Bundespräsident Heinrich Lübke 1962 den von Neve betriebenen Anbau des Deutschen Krankenhauses eingeweiht hatte, starb Neve im 65. Lebensjahr an einer Herzerkrankung.
Seine letzte Ruhestätte fand Max Neve auf dem Hamburger Friedhof Ohlsdorf im Planquadrat T 12.